# Mangora schneirlai
Mangora schneirlai Chickering, 1954 è un ragno appartenente alla famiglia Araneidae.

## Etimologia
Il nome proprio della specie è in onore dell'etologo e collezionista statunitense Theodore Christian Schneirla (1902-1968), dell'AMNH

## Caratteristiche
L'olotipo femminile rinvenuto ha dimensioni: cefalotorace lungo 2,015mm, largo 1,495mm; opistosoma lungo 2,760mm.

## Distribuzione
La specie è stata reperita nel Panama centrale e in Costa Rica: la località panamense dell'olotipo femminile è l'Isla Barro Colorado, nella zona del Canale di Panama.

## Tassonomia
Al 2014 non sono note sottospecie e dal 2005 non sono stati esaminati nuovi esemplari.